# 西蒙斯狸藻
西蒙斯狸藻（學名：Utricularia simmonsii）为狸藻属一年生或多年生小型食虫植物，也是小狸藻组（Utricularia sect. Minutae）下的唯一种。其种加词“simmonsii”来源于发现者保罗·西蒙斯（Paul Simmons），他在2005年发现了西蒙斯狸藻。西蒙斯狸藻为澳大利亚的特有种，仅发现于北领地和昆士兰。2008年，艾倫·勞瑞、伊恩·D·考伊（Ian D. Cowie）、约翰·戈弗雷·康兰（John Godfrey Conran）最先发表了西蒙斯狸藻和小狸藻组的描述。
艾倫·勞瑞等人将该组及该物种置于狸藻亚属（Utricularia）或双瓣狸藻亚属（Bivalvaria）下，但他们也注意到其与斯基迪狸藻節（Enskide）和多歧聚伞狸藻组（Pleiochasia）存在一些类似的形态特征。而分子系统学研究表示，西蒙斯狸藻应归于双瓣狸藻亚属。

## 外部連結
- 食虫植物照片搜寻引擎中西蒙斯狸藻的照片 （页面存档备份，存于）

 维基共享资源上的相關多媒體資源：西蒙斯狸藻
 維基物種上的相關：西蒙斯狸藻